# Општина Киожду (Бузау)
Киожду (рум. Chiojdu) општина је у Румунији у округу Бузау.
Oпштина се налази на надморској висини од 667 m.